# Șimand
Șimand é uma comuna romena localizada no distrito de Arad, na região histórica da Transilvânia. A comuna possui uma área de 100.89 km² e sua população era de 4354 habitantes segundo o censo de 2007.